# Jürgen Michael Schick
Jürgen Michael Schick (* 9. Juni 1970 in Schorndorf) ist Immobilienunternehmer aus Berlin. Er ist Ehrenpräsident des Immobilienverbands Deutschland IVD – Die Immobilienunternehmer.

## Leben
Schick arbeitete als Hörfunkmoderator bei verschiedenen deutschen Radiostationen, unter anderem als Morningman bei dem Berliner Hörfunksender Hundert,6 unter Chefredakteur Georg Gafron. Er  begann 1991 als Immobilienunternehmer zu arbeiten und gründete 1994 das Investmentmaklerunternehmen Michael Schick Immobilien GmbH & Co. KG.

## Verbandstätigkeit
Im Jahr 2001 wurde Schick stellvertretender Vorsitzender des Berliner Landesverbands des Verbands Deutscher Makler (VDM). 2002 wurde er Bundespressesprecher sowie 2002 Vizepräsident des VDM, der sich 2004 mit dem Ring Deutscher Makler (RDM) zum Immobilienverband Deutschland IVD mit mehr als 6.000 Mitgliedsunternehmen zusammenschloss. Von 2015 bis 2023 war Schick für zwei Amtszeiten Präsident des Immobilienverband Deutschland IVD. Er wurde  2023 Ehrenpräsident des IVD – Die Immobilienunternehmer.
Schick war 2018 Teilnehmer des „Wohnungsgipfels“ im Bundeskanzleramt, Im Nachgang des Gipfels war er  Mitglied der im Bundesinnenministerium angesiedelten Baulandkommission. Schick brachte 2022 die Position des IVD im „Bündnis bezahlbarer Wohnraum“ ein und nahm auch am zweiten Wohnungsgipfel am 12. Oktober 2022 teil. Zum 1. Juli 2022 übernahm er in seiner Funktion als IVD-Präsident turnusgemäß den Vorsitz der BID Bundesarbeitsgemeinschaft Immobilienwirtschaft Deutschland.
Er war Gast in den politischen Talkshows Hart aber fair, Maybrit Illner, Günther Jauch und Münchner Runde, außerdem Interviewpartner in Tageszeitungen und Podcasts.
2018 veröffentlichte Schick gemeinsam mit Josef Girshovich das Buch Der Eigentumsskandal, das die Wohneigentumssituation in Deutschland thematisiert.

## Publikationen
- Jürgen Michael Schick, Josef Girshovich: Der Eigentumsskandal. FinanzBuch Verlag, München 2018, ISBN 978-3-95972-104-2.